# Национални парк Лос Кардонес
Национални парк Лос Кардонес (шп. Parque Nacional Los Cardones је национални парк Аргентине, смештен у центру западно од провинције Салта, у оквиру одељења Сан Карлос и Качи, на северозападу Аргентине.

## Локација
Парк обухвата подручје аргентинске регије Монте. Парк има површину од 650 km², са брдима и јаругама у висинама између 2.700 м и 5.000 метара надморске висине. Име је добио по распрострањености жбунастих формација кактуса Кардон Гранде по коме је и овај национални парк добио име. На њему се налазе фосилни остаци изумрлих животиња, као и трагови диносауруса.
Заштићено подручје створено је 1996. године, када је Национална управа паркова добила земљиште од приватних власника. 

## Клима
Већи део парка има сушну климу коју карактерише велика топлотна амплитуда (велика разлика између дневних и ноћних температура). Парк прима просечно кишу од 150 mm (5,9 in); највећи део падавина је између новембра и марта. Снежне падавине су изузетно ретке у низинама. Средње температуре се крећу од 11 °C (52 °F) зими а лети до 18 °C (64 °F) лети. 

## Флора и фауна
Овај национални парк када је у питању флора најпознатији по разноврсним кактусима. 
Фауна укључује неке ретке или угрожене врсте, попут Колоколо и врсте Андска лисица као и Пампске лисице. Чести су Гванако, Јужна вискача и Вриштећи длакави оклопник.
Парк представља велику разноликост птица и дефинисан је као једно од важних подручја за очување птица у Аргентини.

## Топографија
Постоје три врсте окружења: сијера: са израженим рељефом свих планинских подручја и изолованим брдима; подножја и падина, која представља благо нагнуте површине, сачуване од активног дејства флувијалног улаза и површина подложних хабању и флувијалном уносу седимента; и то удубљењима, што одговара доњим деловима рељефа где постоји континуирано снабдевање финим материјалом који се превози водом.

## Земљиште
Планинско окружење карактерише присуство тла која имају обилне изданке консолидованих и неконсолидованих стена, а налазе се у редоследу: плитка камена тла; средње до фино текстурна тла и дубока каменита тла.
У подножју и падинама постоје три врсте тла: црвена пустињска тла; црвена пустињска тла са дисконтинуитетом у концентрацији калцијум-карбоната и тла која представљају скупину финог и / или каменастог материјала, чему доприноси вода на земљиштима средње до фине текстуре.

## Галерија
- Кактус Кардон Гранде
- Пут за Качи
- Кардон Гранде
- Лого националног парка